# Firstman SQ-01

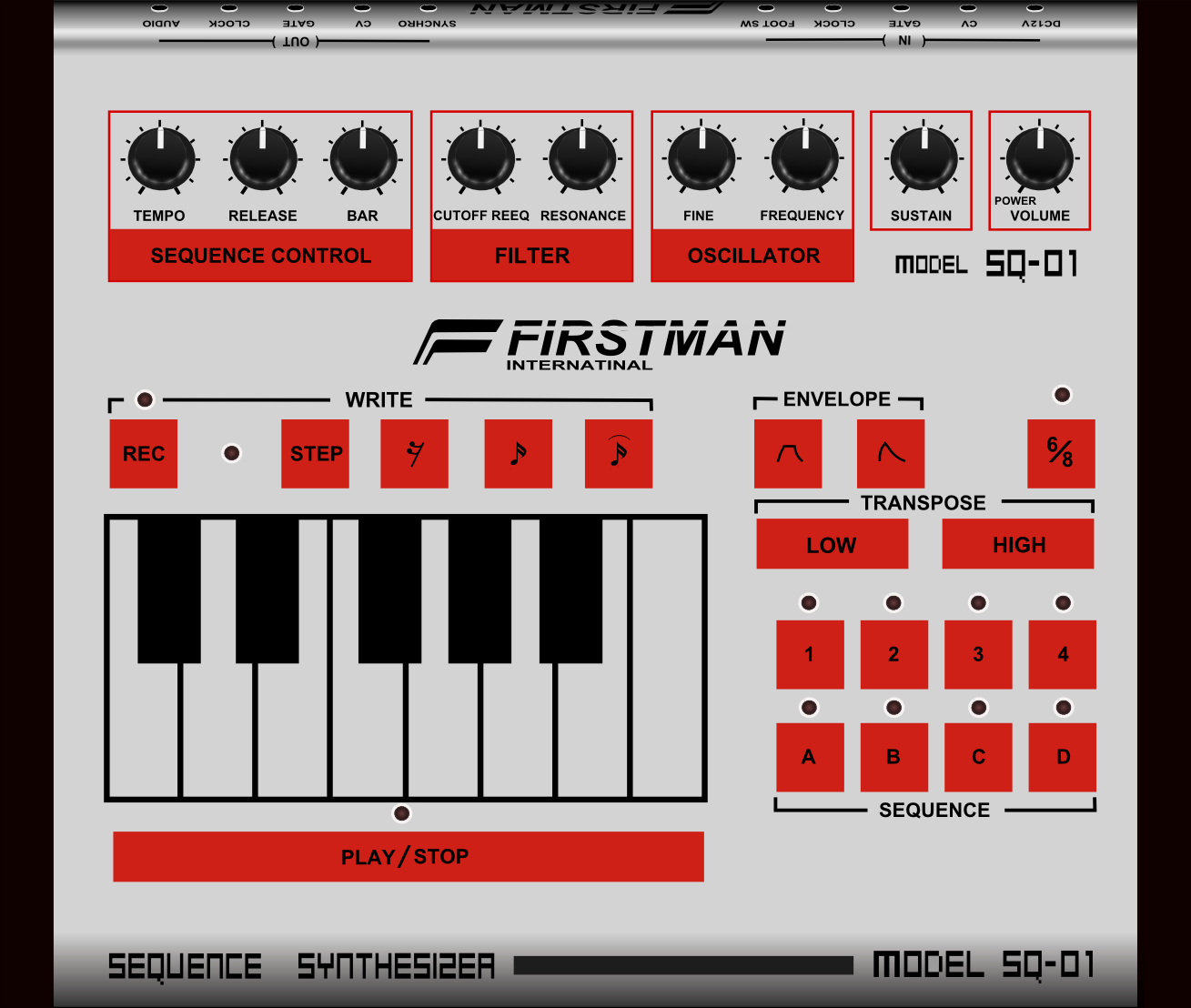
Firstman SQ-01

Firstman SQ-01 — поєднання синтезатора та секвенсора. Виконує функції басового синтезатора, подібні до більш пізнього Roland TB-303. Спочатку випущений у 1980 році компанією Hillwood під брендом Firstman, перш ніж компанія Multivox випустила його в 1981 році.